# Джебель-Муса
Під цією назвою також відома гора Синай на Синайському півострові
Джебель-Муса (араб. جبل موسى) — гора у Марокко, частина гірського масиву Ер-Риф. Лежить на африканському березі Гібралтарської протоки, за декілька кілометрів на захід від іспанського ексклава Сеута. Висота — 851 м.
Муса є арабським чоловічим іменем, формою імені Мойсей. За повідомленням видатного мандрівника та географа Ібн Баттути, гора була названа на честь Муси ібн Нусайра — генерала, що командував мусульманським вторгненням до Піренейського півострова в 711 році.
Джебель-Муса та Гібралтарська скеля, що розташована по інший бік протоки, відомі з часів античності як Геркулесові стовпи, хоча деякі південним стовпом називають гору Ачо у Сеуті.
Гора стоїть на перехресті маршрутів міграції багатьох видів птахів. Саме тому вона відома як точка спостереження за птахами.